# Анзорей
Анзорей (рос. Анзорей) — село у Лескенському районі Кабардино-Балкарії Російської Федерації.
Орган місцевого самоврядування — сільське поселення Анзорей. Населення становить 6551 особа.

## Історія
Згідно із законом від 27 лютого 2005 року органом місцевого самоврядування є сільське поселення Анзорей.

## Населення
| 1959  | 1979  | 2002  | 2010  | 2012  | 2013  | 2014  |
| ----- | ----- | ----- | ----- | ----- | ----- | ----- |
| 4198  | ↗5102 | ↗6931 | ↘6551 | ↗6612 | ↗6706 | ↗6754 |
| 2015  | 2016  | 2017  | 2018  | 2019  | 2020  |       |
| ↗6776 | ↗6883 | ↗6985 | ↗7050 | ↗7115 | ↗7207 |       |